# Désenchantée
Désenchantée (femininum av désenchanté, franska för "desillusionerad" eller "besviken") är en låt framförd av den franska sångerskan Mylène Farmer. Låttexten är skriven av Farmer själv medan musiken är komponerad av Laurent Boutonnat. Den släpptes den 18 mars 1991 som den första singeln från hennes studioalbum L'autre. Den blev en singeletta i Frankrike och blev även en hit i flera andra länder.
År 2002 spelade även den belgiska sångerskan Kate Ryan in en mycket framgångsrik cover av låten.

## Listplaceringar
| Lista              | Topplacering |
| ------------------ | ------------ |
| Belgien (Flandern) | 18           |
| Frankrike          | 1            |
| Nederländerna      | 19           |
| Schweiz            | 23           |
| Tyskland           | 46           |
| Österrike          | 16           |

## Kate Ryans version
Kate Ryans version släpptes den 29 mars 2002 som hennes tredje singel från hennes debutalbum Different. Låten blev precis som Farmers version en enorm hit och nådde höga placeringar på de nationella singellistorna i flera länder. Den tillhörande musikvideon till låten hade i mars 2013 fler än en miljon visningar på Youtube.

### Listplaceringar
| Lista               | Topplacering |
| ------------------- | ------------ |
| Belgien (Flandern)  | 1            |
| Belgien (Vallonien) | 14           |
| Danmark             | 12           |
| Frankrike           | 12           |
| Nederländerna       | 4            |
| Norge               | 3            |
| Schweiz             | 11           |
| Sverige             | 4            |
| Tyskland            | 2            |
| Österrike           | 3            |